# Deutsche Botschaft Bukarest
Die Deutsche Botschaft Bukarest ist die Diplomatische Vertretung der Bundesrepublik Deutschland in Rumänien.

## Lage und Gebäude
Die Botschaft befindet sich im Botschaftsviertel im Norden der rumänischen Hauptstadt Bukarest. Die Straßenadresse lautet: Strada Căpitan Aviator Demetriade Gheorghe 6 – 8, 011849 Bucureşti.
Das Außenministerium Rumäniens ist nur rund 500 Meter entfernt. Der internationale Flughafen von Bukarest (Flughafen Bukarest Henri Coandă) liegt rund 14 km nördlich und eine Fahrtzeit von rund 20 Minuten reicht in der Regel aus.
Das Kanzleigebäude der Botschaft besteht aus einem modernen, viereinhalbgeschossigen Bürohaus, das von einem privaten Investor für diesen Zweck nach den Vorstellungen der Bundesbauverwaltung errichtet und vom Auswärtigen Amt gemietet wurde. Die Grundsteinlegung erfolgte im August 2001. Der Einzug in die neuen Räumlichkeiten fand Ende Mai 2003 statt.

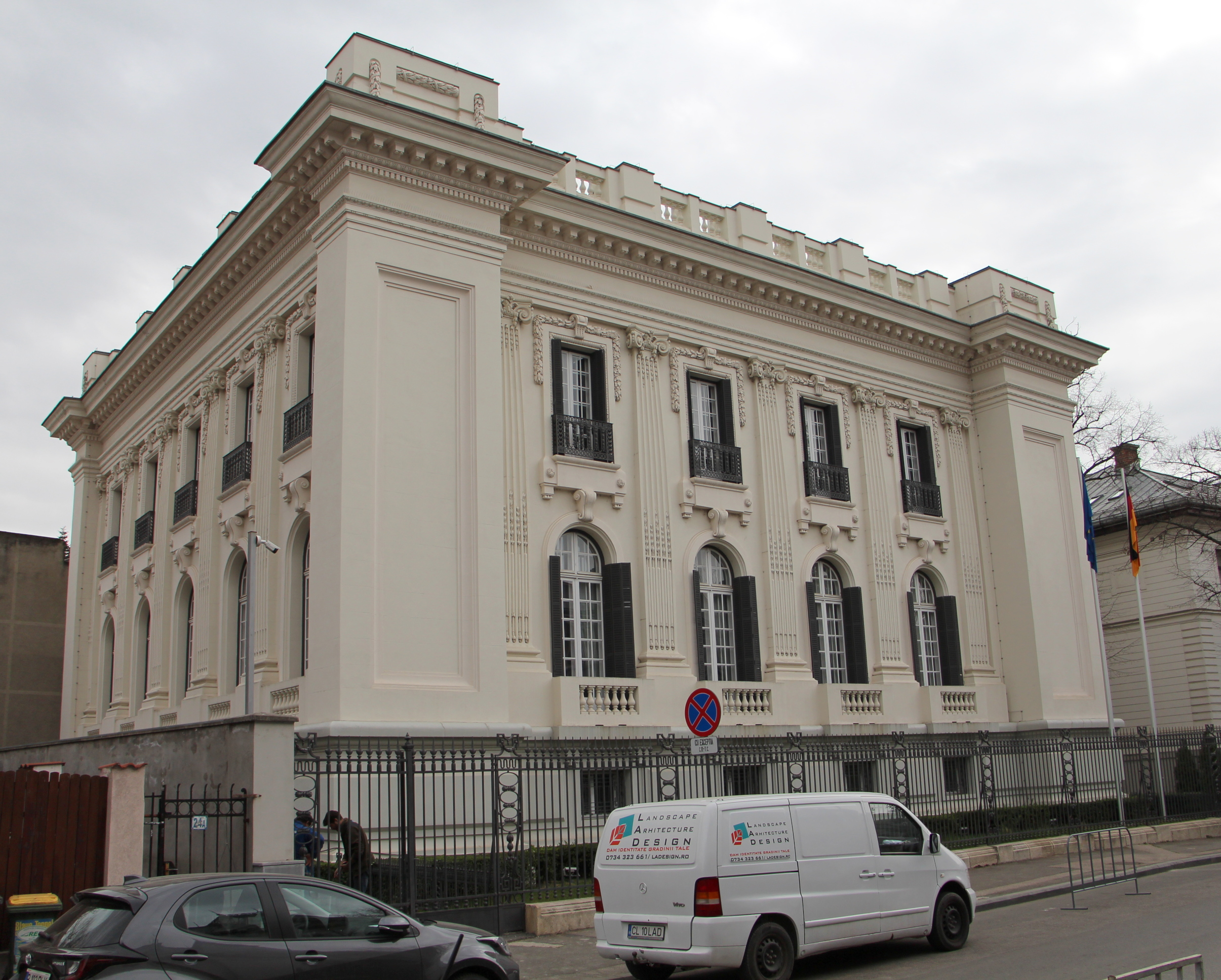
Residenz des Botschafters

Die Residenz des Botschafters ist eine im Herzen von Bukarest gelegene Villa in der Strada Henri Coandă 22; sie stammt aus den Jahren 1903/1904. Das denkmalgeschützte Bauwerk wurde von 2013 bis 2015 für diesen Zweck umgebaut. Zuletzt hatte die Villa leer gestanden, da das vorher dort untergebrachte Goethe-Institut wegen unzureichender Erdbebensicherheit hatte ausziehen müssen.
Zur Ertüchtigung des Hauses wurde ein massiver Betonkern, in dem Aufzug, Küche und Nasszellen untergebracht sind, eingezogen; dieser soll im Fall von Erdbeben für Stabilität sorgen. Er zieht sich vertikal durch das ganze Gebäude und ist mit den Geschossdecken verbunden. Das Dachgeschoss wurde abgerissen und machte Platz für einen großzügigen Dachgarten mit intensiver Begrünung und Blick über die Stadt. In dem Gebäude finden sich hochwertige historische ornamentierte Stuckflächen und originale Fenster und Türen, die im Zuge der Sanierung restauriert wurden. Die Gesamtkosten der Baumaßnahmen sind mit 9,6 Millionen Euro beziffert.

## Auftrag und Organisation
Die Deutsche Botschaft Bukarest hat den Auftrag, die deutsch-rumänischen Beziehungen zu pflegen, die deutschen Interessen gegenüber der Regierung von Rumänien zu vertreten und die Bundesregierung über Entwicklungen in Rumänien zu unterrichten.
Die Botschaft gliedert sich in die Referate für Politik, Wirtschaft, Presse sowie Kultur und Bildung.
Das Referat für Rechts- und Konsularaufgaben der Botschaft bietet deutschen Staatsangehörigen alle konsularischen Dienstleistungen und Hilfe in Notfällen an. Es besteht jeweils bis Mitternacht ein telefonischer Rufbereitschaftsdienst. Der konsularische Amtsbezirk der Botschaft umfasst Rumänien mit Ausnahme der Kreise, für die die unten genannten Konsulate zuständig sind. Die Visastelle erteilt Einreisegenehmigungen für in Rumänien befindliche Bürger dritter Staaten.
In der Regel besteht die Möglichkeit, an der Botschaft die Verwaltungs- oder Wahlstation des Rechtsreferendariats oder ein Praktikum abzuleisten.
In Hermannstadt (Amtsbezirk: Kreise Alba, Bistritz (Bistrita-Nasaud), Covasna, Harghita, Hermannstadt (Sibiu), Hunedoara, Klausenburg (Cluj), Kronstadt (Brasov), Mures) und Temesvar (Amtsbezirk: Kreise Karasch Severin (Caras Severin), Temesch (Timis), Arad, Bihar (Bihor), Sathmar (Satu Mare), Mehedinti, Maramuresch und Salaj) bestehen Konsulate der Bundesrepublik Deutschland.

## Geschichte

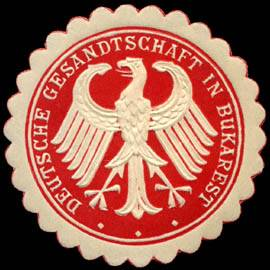
Siegelmarke der Deutschen Gesandtschaft

Das Deutsche Reich eröffnete am 1. März 1880 eine Gesandtschaft in Bukarest, nachdem bereits Generalkonsuln des Norddeutschen Bunds vor der Reichsgründung 1871 dort auf Posten gewesen waren. Im Zweiten Weltkrieg kämpfte Rumänien zunächst an der Seite Hitlerdeutschlands, wechselte aber am 24. August 1944 zu den Alliierten. Der Kriegszustand zwischen den Ländern endete offiziell am 7. März 1955.
Die Bundesrepublik Deutschland eröffnete am 6. Mai 1964 eine Handelsvertretung in Bukarest, die am 4. Juli 1967 in eine Botschaft umgewandelt wurde.
Die DDR und Rumänien nahmen bereits am 22. Oktober 1949 diplomatische Beziehungen auf. Die Botschaft der DDR wurde im Jahr 1990 mit dem Beitritt zur Bundesrepublik Deutschland geschlossen.